# Hoher Bannstein (Gempenplateau)
Der Hohe Bannstein ist ein alter Grenzstein am nördlichsten Punkt des Hauptteils des Kantons Solothurn. Er markiert die Grenze zwischen diesem Kanton und dem Kanton Basel-Landschaft und den Ort, an dem sich die Areale von vier Gemeinden treffen.

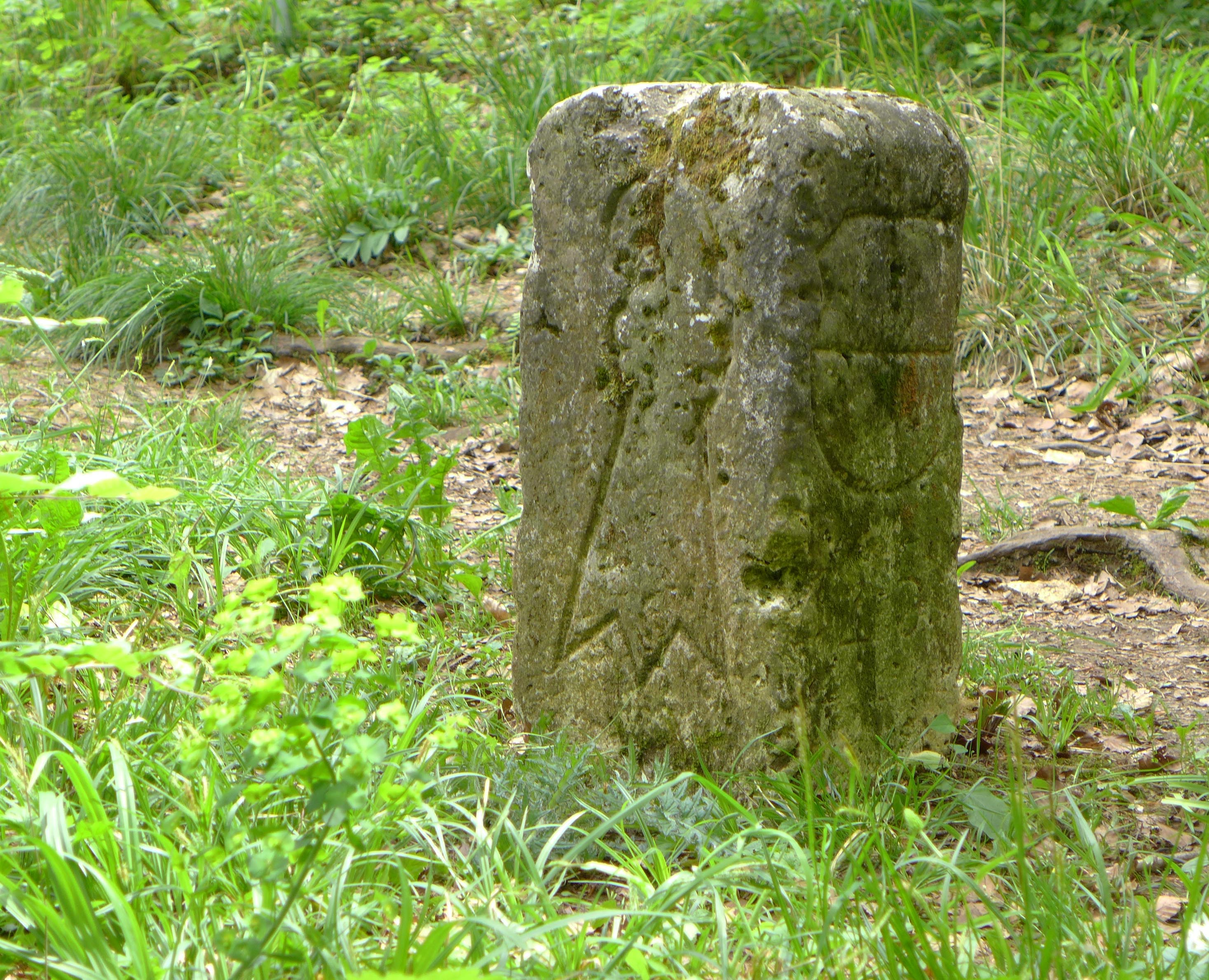
Hoher Bannstein bei der Schauenburgfluh

Der Grenzstein liegt auf dem Höhenrücken zwischen dem Ergolztal und dem Birstal, 3,5 km östlich von Arlesheim, und am Nordrand des Gempenplateaus. Er markiert einen Eckpunkt im Verlauf der Kantonsgrenze. An dieser Stelle berühren sich die Flächen der solothurnischen Gemeinde Gempen und der basellandschaftlichen Gemeinden Muttenz im Bezirk Arlesheim sowie Pratteln und Frenkendorf im Bezirk Liestal. Hier beginnt auch die Grenze zwischen diesen beiden Bezirken. Der grösste Teil am Umkreis beim Grenzstein gehört auf der nordwestlichen Seite zu Muttenz im Areal des Stierenwalds, den zweitgrössten Anteil besitzt Frenkendorf im Osten mit dem Bereich Gmeinacher, der drittgrösste Abschnitt liegt im Chilchhölzli im solothurnischen Gempen; ein schmaler Waldstreifen führt vom Pratteler Horn zum Hohen Bannstein.
Die viereckige Säule aus Kalkstein trägt auf der Südwestseite (in Richtung von Gempen) das Solothurner Wappen und auf den drei andern Seiten den Bischofsstab als das Basler Wappenzeichen. Auf der Frenkendorfer und der Gempener Seite eingravierte Zahlen sind nicht sicher gedeutet. Allenfalls beziehen sie sich auf die Setzung des Steins durch die Städte Basel und Solothurn, möglicherweise im 18. Jahrhundert.
Von allen Himmelsrichtungen führen Wald- und Wanderwege zum Hohen Bannstein; seit Kurzem verbindet in unmittelbarer Nähe eine Forststrasse die Waldungen von Muttenz und Frenkendorf. Die Wanderroute von Liestal über die Schauenburgfluh nach Arlesheim verläuft über die Wege an diesem Punkt.
Der Hohe Bannstein bildet einen wichtigen Punkt der jährlich am Auffahrtstag begangenen Banntage der vier Gemeinden. Der gemeinsame Umgang zur Kontrolle der Grenzsteine rund um das Gemeindegebiet führt die Gruppen aller Gemeinden auch zu diesem zentralen Ort. Die Rotten aus Muttenz besingen rituell jeden Grenzstein mit einem traditionellen Banntagsspruch.